# 近藤紘子

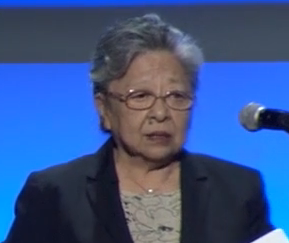
近藤紘子（2018年）

近藤 紘子（こんどう こうこ、1944年11月20日 - ）は、1945年の広島原爆の、著名な被爆者の1人である。父はキリスト教牧師の谷本清。

## 概要
紘子は、1944年11月20日、広島流川教会牧師の谷本清とチサの夫妻の間に、長女として広島県で生まれた。牧師の娘であったため、幼少期から、傷ついた女性や子供に接する機会が多かったという。
1945年8月6日、広島市に原子爆弾が投下され、まだ生後8ヶ月の幼かった紘子は、母親のチサと共に被爆した。原爆当時、爆心地からわずか1.1kmの地点にある自宅に住んでいた。紘子自身は奇跡的に助かったものの、原爆の惨禍で顔にやけどを負った乙女たちと接する中、彼女は原爆を投下した米軍への激しい憎悪を募らせていった。また、被爆により、放射能が人体にどのような影響を与えるかの検査体験を受けるなど幾多の苦難を経験した。「原爆を落とした人は悪い人。いつか復讐してやる。」という思いを抱いていた紘子は、10歳の時、戦争への強い憎みからアメリカを訪問し、This is Your Lifeというテレビ番組に出演した。そこで、広島へ原爆投下したB29「エノラ・ゲイ」の副操縦士であった、ロバート・A・ルイスと出会った。紘子はルイスを悪人と思っていたため当初は彼を睨んだものの、ルイス本人は、「Oh, God. What have we done?（おお、神よ。われわれは何をしてしまったのか）」と、原爆を投下した自分たちを自責するような文を飛行日誌に記したと打ち明け、涙を流した。そんなルイスを見た紘子は、原爆を投下した軍人を一方的に恨んでいた自分の過ちに気がつき、その人にも苦しみがあるのであって、自分の中にも悪があるということに気づいた。そのためルイス操縦士を許し、それにより、「戦争そのものを憎むべきだ」ということに気づかされる。紘子は、被爆から75年を迎えた2020年8月の取材において、「悪い人だと思っていたルイス操縦士は、実は私たちと同じように、涙を流すような人間でした。本当に憎むべきなのは、戦争そのものであることに気づいたんです。」と述べている。
1963年に紘子は東京の桜美林高校を卒業し、その後アメリカへ留学して、1966年にセンテナリー短大を、1969年にアメリカン大学をそれぞれ卒業した。
現在兵庫県三木市に住んでいる紘子は、国内外で講演活動を行っており、また日本で行き場を失った子供を海外に養子として紹介する「国際養子縁組」を続けている。世界の子供たちとともに平和を訴える「財団法人チルドレン アズ ザ ピースメーカーズ」の国際関係相談役も務めた。
なお、2016年に広島を訪問したバラク・オバマは、演説で紘子についても言及しており。「被爆者には、原爆を投下した爆撃機のパイロットを許した女性がいます。なぜなら、本当に憎むべきなのは戦争そのものだとわかったからです。」と述べている。
また、紘子と父・谷本清は、ジョン・ハーシーが原子爆弾のヒロシマ投下直後の広島市での取材をまとめたルポルタージュ「ヒロシマ」に登場している。日本語訳『ヒロシマ』（法政大学出版局）は、父が訳し石川欣一が修正を行った。

## 著書
- 近藤紘子 (2005年6月24日). ヒロシマ、60年の記憶. 徳間書店. ISBN 9784198930103

## 出演
- こころの時代「人から人へ」（2017年1月8日、NHK Eテレ）[12]